# Paul Engelien
Paul Engelien (* 5. Juni 1874 in Königsberg; † 27. Dezember 1940 in Berlin) war ein deutscher Generalmajor.

## Leben

### Herkunft
Paul war ein Sohn des Schulrats Friedrich Engelien und dessen Ehefrau Wilhelmine, geborene Freytag. Sein älterer Bruder Ernst (* 1872) stieg zum Oberst in der Preußischen Armee auf.

### Militärkarriere
Nach seiner Erziehung im elterlichen Hause und dem Besuch des Realgymnasiums in Osterode sowie der Gymnasien in Hohenstein und Graudenz trat Engelien am 19. März 1893 in das Infanterie-Regiment „Herzog Karl von Mecklenburg-Strelitz“ (6. Ostpreußisches) Nr. 43 der Preußischen Armee ein. Bis Mitte August 1894 avancierte er zum Sekondeleutnant und war von August 1897 bis Mitte September 1901 Adjutant des I. Bataillons. Anschließend diente er als Regimentsadjutant und stieg Ende Januar 1904 zum Oberleutnant auf. Mit seiner Regimentsuniform erfolgte Mitte Oktober 1908 seine Versetzung als Adjutant zur 79. Infanterie-Brigade in Wesel. In dieser Stellung wurde Engelien am 27. Januar 1909 zum Hauptmann befördert. Ende März 1912 trat er mit der Ernennung zum Kompaniechef im 4. Schlesischen Infanterie-Regiment Nr. 157 in den Truppendienst zurück.
Während des Ersten Weltkriegs nahm Engelien als Kompaniechef und Bataillonskommandeur im Infanterie-Ersatz-Regiment z.b.V. Nr. 3 an den Kämpfen an der Ostfront teil. Er stieg am 18. August 1915 zum Major auf und wurde für sein Wirken mit beiden Klassen des Eisernen Kreuzes, dem Verwundetenabzeichen in Schwarz sowie von den verbündeten Österreichern mit dem Militärverdienstkreuz III. Klasse mit Kriegsdekoration ausgezeichnet.

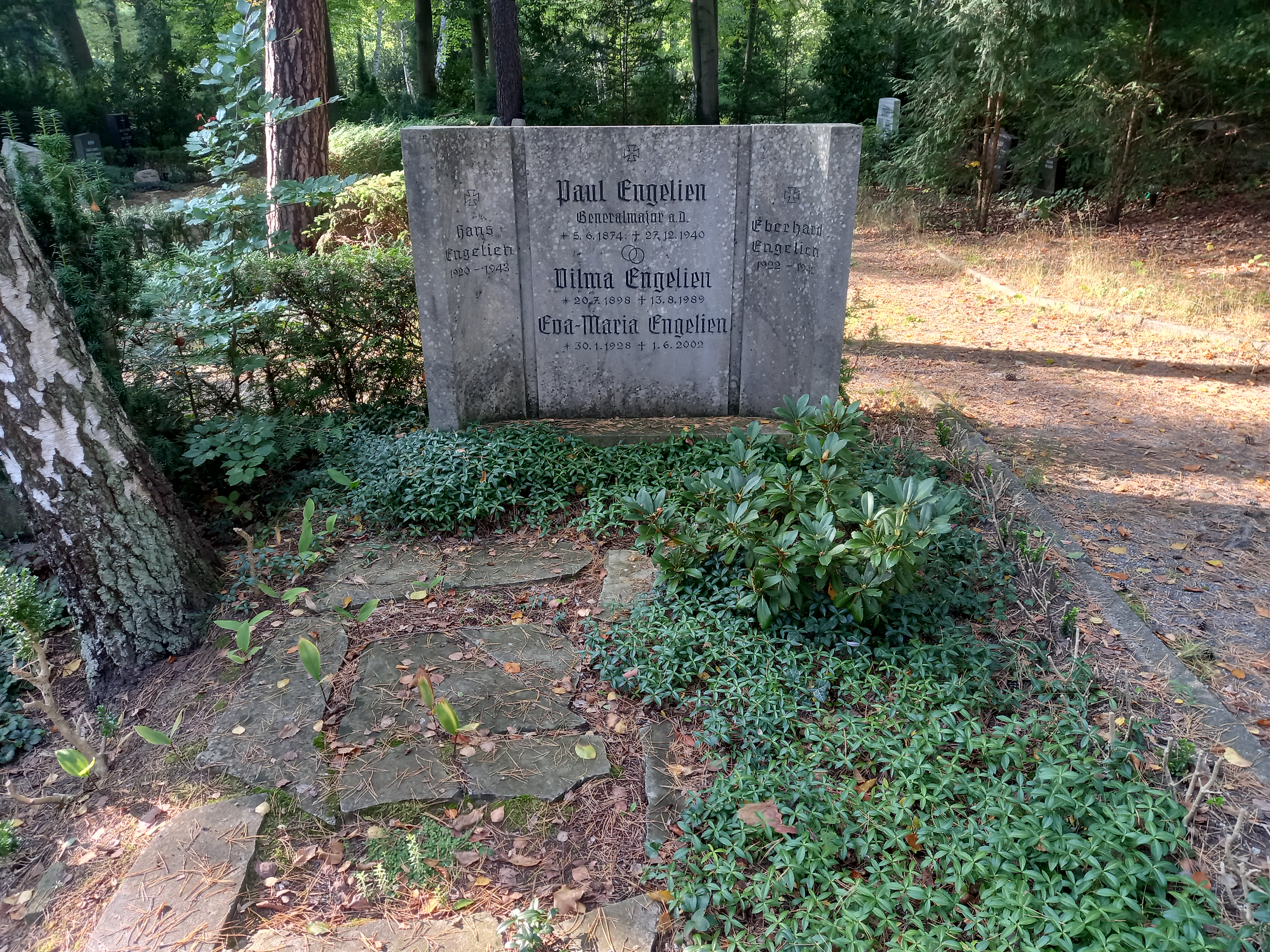
Das Grab von Paul Engelien und seiner Ehefrau Vilma im Familiengrab auf dem Friedhof Frohnau in Berlin

Nach dem Krieg erfolgte seine Rückversetzung in das 4. Schlesische Infanterie-Regiment Nr. 157, das im Grenzschutz im Raum Pleß in Oberschlesien stand. Engelien wurde am 1. Oktober 1919 Bataillonskommandeur im Reichswehr-Infanterie-Regiment 15 und mit der Bildung der Reichswehr am 1. Oktober 1920 als Kommandeur des II. Bataillons in das Infanterie-Regiment 8 versetzt. Mit Rangdienstalter vom 1. Oktober 1920 wurde er am 18. Dezember 1920 zum Oberstleutnant befördert. Daran schloss sich ab dem 10. November 1923 eine Verwendung als Kommandant des Truppenübungsplatzes Altengrabow an. In dieser Eigenschaft avancierte Engelien am 1. Februar 1925 zum Oberst, bevor er am 31. Januar 1927 unter Verleihung des Charakters als Generalmajor aus dem Militärdienst verabschiedet wurde.